# 로버트 왕길라
로버트 나푸니 왕길라(영어: Robert Napunyi Wangila, 1967년 9월 3일~1994년 7월 24일)는 케냐의 권투 선수이다. 1988년 하계 올림픽 웰터급 금메달을 획득하면서 아프리카 최초의 올림픽 복싱 금메달리스트가 되었다.

## 아마추어 경력
나이로비에서 태어났다. 1987년에 케냐 국가대표 선수로 발탁되었으며, 그 해 8월에 고향인 나이로비에서 열린 1987년 올아프리카 게임에 참가하였다. 그는 이 대회에서 에티오피아의 사헬루 메쿠리아를 꺾으며 웰터급 금메달을 획득했다. 같은 해에 10월 유고슬라비아의 베오그라드에서 열린 1987년 복싱 월드컵에 참가하여 웰터급 동메달을 획득했다. 
1988년 9월 대한민국 서울에서 열린 1988년 하계 올림픽에 케냐 국가대표로 참가하였다. 첫 상대인 유고슬라비아의 조르제 페트로니예비치를 상대로 심판 우세승(RSC)을 거뒀고 다음 상대인 몽골의 하이다빙 강톨가를 상대로 녹다운(KO)승을 거뒀다. 이후 불가리아의 흐리스토 푸르니고프를 5-0으로 꺾고 폴란드의 얀 디다크를 부전승으로 꺾으며 결승에 진출했다. 결승에서는 프랑스의 로랑 부두아니를 KO시키며 금메달을 획득했다. 왕길라는 아프리카 최초의 올림픽 복싱 금메달리스트가 되었으며, 육상 이외의 종목에서 올림픽 금메달을 획득한 최초이자 유일한 케냐 선수가 되었다. 

## 프로 경력
1989년에 프로로 전향하며 개인 트레이너인 켄 애덤스와 미국으로 이주했다. 2월 24일에 애틀랜틱시티에서 열린 시드니 우베다 고메스와의 경기를 통해 프로 선수로서 첫 경기를 가졌고 1-0으로 승리했다. 이후 프로 입문 1년 반 만에 12승을 달성했으며, 1990년 7월 푸에르토리코 출신의 에릭 에르난데스에게 패하여 프로 경력 첫 패배를 기록했다. 이후 다시 7연승을 기록했으나 1991년 12월에 벅 스미스에게 패하였다. 이어서 1992년 3월 윌리엄 허낸데즈에게 패하면서 선수 활동을 중단했다. 선수 경력을 중단한 그는 같은 해 5월 16일에 결혼했으며, 1993년 2월에 복귀하여 허낸데즈를 꺾었다.

## 사망
1994년 7월 라스베이거스에서 열린 데이비드 곤절리스와의 경기에서 9라운드 만에 주심인 조 코테즈의 판정으로 패했다. 이에 왕길라는 판정 직후 항의했으나 경기는 그대로 종료되었다. 경기를 마친 왕길라는 30분 후에 갑자기 탈의실에서 혼절했으며, 남부 네바다 대학 의료 센터로 이송되었으나 뇌출혈 증상을 보이면서 36시간 만에 사망했다.
왕길라는 미국으로 건너간 후에 아내를 따라 기독교에서 이슬람교로 개종했기 때문에 자신의 장례를 이슬람교식으로 할 것으로 유언을 남겼다. 그의 유언을 따라 아내는 이슬람교식 장례를 치르려 했으며, 이에 케냐에 거주하던 왕길라의 어머니 등 일부 가족들이 반대하여 법정 다툼까지 일어났으나 판사는 이슬람교식 매장으로 장례를 진행할 것으로 선고했다.